# Encore
Encore er den femte studiealbum fra amerikanske rapper Eminem. Det blev fastsat til frigivelse den 16. november 2004, men blev flyttet frem til 12. november. Encore solgt 760.000 eksemplarer i sin forkortede tre dage åbning ugen, og hævdede, at # 1 spot på Billboard Top 200. Albummet blev solgt 1.632.000 eksemplarer i de første to uger af overgang i USA i november, 2004. Worldwide salg af albummet stå på 11 millioner eksemplarer, med 5,1 mio, der sælges i USA.

## Spor
| Encore | Encore                                                         | Encore                                                            | Encore               | Encore | Encore | Encore | Encore | Encore | Encore |
| #      | Titel                                                          | Sangskriver(e)                                                    | Producer(e)          | Længde |        |        |        |        |        |
| ------ | -------------------------------------------------------------- | ----------------------------------------------------------------- | -------------------- | ------ | ------ | ------ | ------ | ------ | ------ |
| 1.     | "Curtains Up" (skit)                                           |                                                                   |                      | 0:47   |        |        |        |        |        |
| 2.     | "Evil Deeds"                                                   | M.Mathers, A.Young, M.Elizondo, M.Batson, C.Pope                  | Dr. Dre              | 4:20   |        |        |        |        |        |
| 3.     | "Never Enough" (featuring 50 Cent and Nate Dogg)               | M.Mathers, A.Young, M.Elizondo, M.Batson, C.Jackson, N.Hale       | Dr. Dre, M. Elizondo | 2:39   |        |        |        |        |        |
| 4.     | "Yellow Brick Road"                                            | M.Mathers, L.Resto, S.King                                        | Eminem, L. Resto     | 5:46   |        |        |        |        |        |
| 5.     | "Like Toy Soldiers"                                            | M.Mathers, L.Resto, M.Dawson, J.Margules                          | Eminem, L. Resto     | 4:57   |        |        |        |        |        |
| 6.     | "Mosh"                                                         | M.Mathers, A.Young, M.Elizondo, M.Batson, C.Pope                  | Dr. Dre, M. Batson   | 5:18   |        |        |        |        |        |
| 7.     | "Puke"                                                         | M.Mathers, L.Resto, S.King, B.May                                 | Eminem, L. Resto     | 4:08   |        |        |        |        |        |
| 8.     | "My 1st Single"                                                | M.Mathers, L.Resto                                                | Eminem, L. Resto     | 5:03   |        |        |        |        |        |
| 9.     | "Paul" (skit)                                                  |                                                                   |                      | 0:32   |        |        |        |        |        |
| 10.    | "Rain Man"                                                     | M.Mathers, A.Young, M.Elizondo, M.Batson, C.Pope                  | Dr. Dre              | 5:14   |        |        |        |        |        |
| 11.    | "Big Weenie"                                                   | M.Mathers, A.Young, M.Elizondo, M.Batson, C.Pope                  | Dr. Dre              | 4:27   |        |        |        |        |        |
| 12.    | "Em Calls Paul" (skit)                                         |                                                                   |                      | 1:12   |        |        |        |        |        |
| 13.    | "Just Lose It"                                                 | M.Mathers, A.Young, M.Elizondo, M.Batson, C.Pope                  | Dr. Dre, M. Elizondo | 4:09   |        |        |        |        |        |
| 14.    | "Ass Like That"                                                | M.Mathers, A.Young, M.Elizondo, M.Batson, C.Pope                  | Dr. Dre, M. Elizondo | 4:26   |        |        |        |        |        |
| 15.    | "Spend Some Time" (featuring Obie Trice, Stat Quo and 50 Cent) | M.Mathers, L.Resto, O.Trice, S.Benton, C.Jackson, S.King, G.Write | Eminem, L. Resto     | 5:11   |        |        |        |        |        |
| 16.    | "Mockingbird"                                                  | M.Mathers, L.Resto                                                | Eminem, L. Resto     | 4:11   |        |        |        |        |        |
| 17.    | "Crazy in Love"                                                | M.Mathers, L.Resto, A.Wilson, N.Wilson, R.Fischer                 | Eminem, L. Resto     | 4:02   |        |        |        |        |        |
| 18.    | "One Shot 2 Shot" (featuring D12)                              | M.Mathers, L.Resto, O.Moore, V.Carlisle, D.Porter, R.Johnson      | Eminem, L. Resto     | 4:27   |        |        |        |        |        |
| 19.    | "Final Thought" (skit)                                         |                                                                   |                      | 0:30   |        |        |        |        |        |
| 20.    | "Encore" (featuring Dr. Dre and 50 Cent)                       | M.Mathers, A.Young, M.Elizondo, M.Batson, C.Pope, C.Jackson       | Dr. Dre, M. Batson   | 5:48   |        |        |        |        |        |
| 76:40  |                                                                |                                                                   |                      |        |        |        |        |        |        |

| Bonusnumre/Deluxe Edition | Bonusnumre/Deluxe Edition | Bonusnumre/Deluxe Edition | Bonusnumre/Deluxe Edition | Bonusnumre/Deluxe Edition | Bonusnumre/Deluxe Edition | Bonusnumre/Deluxe Edition | Bonusnumre/Deluxe Edition | Bonusnumre/Deluxe Edition | Bonusnumre/Deluxe Edition |
| #                         | Titel                     | Musik                     | Længde                    |                           |                           |                           |                           |                           |                           |
| ------------------------- | ------------------------- | ------------------------- | ------------------------- | ------------------------- | ------------------------- | ------------------------- | ------------------------- | ------------------------- | ------------------------- |
| 21.                       | "We as Americans"         | Eminem                    | 4:36                      |                           |                           |                           |                           |                           |                           |
| 22.                       | "Love You More"           | Eminem                    | 4:44                      |                           |                           |                           |                           |                           |                           |
| 23.                       | "Ricky Ticky Toc"         | Eminem                    | 2:53                      |                           |                           |                           |                           |                           |                           |
| 12:13                     |                           |                           |                           |                           |                           |                           |                           |                           |                           |